# Vogelbrunn
Vogelbrunn ist ein Ortsteil mit etwa 40 Einwohnern in der Stadt Velburg im Landkreis Neumarkt in der Oberpfalz in Bayern. 

## Geografie
Der Weiler Vogelbrunn liegt in einem Seitental der Schwarzen Laaber. 

## Geschichte
Der Name Vogelbrunn tauchte zum ersten Mal 1285 in historischen Quellen als Bezeichnung für eine Mühle auf. An diesem Platz entstand im Laufe der Zeit eine Siedlung. Während der Reformationszeit wechselten die Bewohner mehrmals die Konfession, je nach Konfessionszugehörigkeit der Landesherren: 1538 wurden sie lutherisch, danach folgten mehrere Wechsel zwischen Luthertum und Calvinismus. Seit 1617 ist die Gemeinde katholisch.
In der Ortschaft gibt es eine Kapelle als Filialkirche der Pfarrei Oberweiling.
Vogelbrunn gehörte bis 30. Juni 1972 zum Landkreis Parsberg, der damals aufgelöst wurde beziehungsweise im Landkreis Neumarkt aufgegangen ist. 